# Бубак
Бубак (порт. Ilha Bubaque) — один з островів архіпелагу Бижагош Гвінеї-Бісау, розташований в північно-східній частині. В адміністративному плані належить до області Болама, населення - 9,244 жителів.
На острові знаходиться регіональне відділення ЮНЕСКО та музей культури архіпелагу. Бубак відомий завдяки різноманіттю дикої природи. Тут розташовано аеропорт Бубак, а з містом Бісау існує поромне сполучення.

## Клімат
Місто Бубак знаходиться у зоні, котра характеризується кліматом тропічних саван. Найтепліший місяць — травень із середньою температурою 27.9 °C (82.2 °F). Найхолодніший місяць — грудень, із середньою температурою 25.5 °С (77.9 °F).
| Клімат Бубака           | Клімат Бубака | Клімат Бубака | Клімат Бубака | Клімат Бубака | Клімат Бубака | Клімат Бубака | Клімат Бубака | Клімат Бубака | Клімат Бубака | Клімат Бубака | Клімат Бубака | Клімат Бубака | Клімат Бубака |
| Показник                | Січ.          | Лют.          | Бер.          | Квіт.         | Трав.         | Черв.         | Лип.          | Серп.         | Вер.          | Жовт.         | Лист.         | Груд.         | Рік           |
| Середній максимум, °C   | 32,4          | 34,1          | 35,5          | 35,8          | 35,1          | 32,6          | 30,2          | 29,7          | 30,3          | 31,6          | 32,8          | 31,9          | 32,7          |
| Середня температура, °C | 25,7          | 26,5          | 27,3          | 27,5          | 27,9          | 27,3          | 26,5          | 26,3          | 26,6          | 27,2          | 27,1          | 25,5          | 26,8          |
| Середній мінімум, °C    | 17,2          | 18,2          | 19,9          | 21,3          | 22,6          | 22,8          | 22,6          | 22,7          | 22,4          | 22            | 20,3          | 17,6          | 20,8          |
| Норма опадів, мм        | 0.6           | 0.7           | 0.7           | 0.8           | 40.8          | 215           | 585.7         | 697.8         | 434.1         | 212.3         | 41.2          | 4.5           | 2234.2        |
| Днів з опадами          | 0,3           | 0,4           | 0,6           | 1,3           | 4,6           | 11,6          | 19,4          | 22,7          | 19,7          | 11,6          | 2,9           | 0,9           | 96            |
| Вологість повітря, %    | 54.8          | 56.7          | 55.1          | 57.1          | 65.5          | 74.6          | 79            | 83.2          | 87.1          | 79.8          | 70.9          | 60            | 68.7          |
| ----------------------- | ------------- | ------------- | ------------- | ------------- | ------------- | ------------- | ------------- | ------------- | ------------- | ------------- | ------------- | ------------- | ------------- |
| Джерело: Weatherbase    |               |               |               |               |               |               |               |               |               |               |               |               |               |